# Санкта-Санкторум
Санкта-Санкторум (лат. Sancta Sanctorum — «Святая Святых») —  папская капелла святых реликвий в Риме. Ранее находилась в старом Патриаршем Латеранском дворце. Ныне в отдельном здании к северу от восточного фасада базилики Сан-Джованни-ин-Латерано.
К капелле ведёт Святая лестница, по которой, согласно преданию, Иисус Христос поднимался на суд во дворце римского прокуратора Иудеи Понтия Пилата. Первоначально капелла была посвящена святому Лаврентию, а в IX веке её стали называть Святая Святых (лат. Sancta Sanctorum) из-за многочисленных реликвий, находящихся в ней.
По распоряжению папы Николая III капеллу Санкта-Санкторум украшали при участии мастеров Космати. Папа Сикст V (1585—1590) разрушил старый Латеранский дворец и построил новый. Он приказал перенести Святую лестницу из дворца на её нынешнее место и поставить перед капеллой Святая Святых, оставшейся от дворца. По его распоряжению архитектор Доменико Фонтана построил для капеллы и Святой лестницы двухэтажное здание.
В новом здании по сторонам от Святой лестницы архитектор Фонтана предусмотрел две дополнительные лестницы, по которым можно подняться на второй этаж, где и находится собственно Санкта-Санкторум. Святая капелла сохранила облик XIII века: мозаичный пол работы Космати, облицовку стен, частично росписи и мозаики 1278—1280 годов. В капелле хранятся некоторые константинопольские святыни, присланные в Рим папе Григорию II (715—732) константинопольским патриархом Германом, чтобы спасти их от иконоборцев.
В алтаре — ценнейшая икона, вероятно, римской работы конца V — начала VI века: Образ Христа в серебряном окладе XV века, написанный весьма архаично темперой по шёлку, так называемый Ахиропиитос (греч. αχειροποίητα) (Нерукотворный). Икону реставрировали в XII и в XIX веках. На стенах лестниц капеллы  сохранились фрески XIII века, изображающие легенды о святом Николае, Лаврентии, Агнессе и Павле.
В музее религиозного искусства Апостольской библиотеки Ватикана хранятся средневековые реликварии из капеллы.
К северу от капеллы сохранился Триклиний  папы Льва III (Triclinium Leonium  — трапезная старого Латеранского дворца постройки 797 года). В 1743 году небольшое здание перестроено архитектором Фердинандо Фуга. При этом была значительно повреждена старая мозаика конца VIII века, находившаяся  в  конхе апсиды.  Она воссоздана в новой постройке. Мозаика изображает Христа с апостолами. По сторонам ниши — Христа с Константином и папой Сильвестром I (слева) и Святого Петра, папу Льва III и Карла Великого (справа). Композиция связана с коронацией папой Львом III Карла Великого в Риме 25 декабря 800 года. Нимб папы Льва III – квадратный, указывающий на то, что мозаика создавалась при его жизни.
Справа от капеллы Святая Святых находится церковь Святого Лаврентия, слева — капелла Святого Сильвестра.